# Strada statale 253 San Vitale
La strada statale 253 San Vitale (SS 253) è una strada statale italiana. È la più importante via di collegamento, dopo l'autostrada, tra Bologna, Ravenna e la Riviera romagnola.

## Tracciato

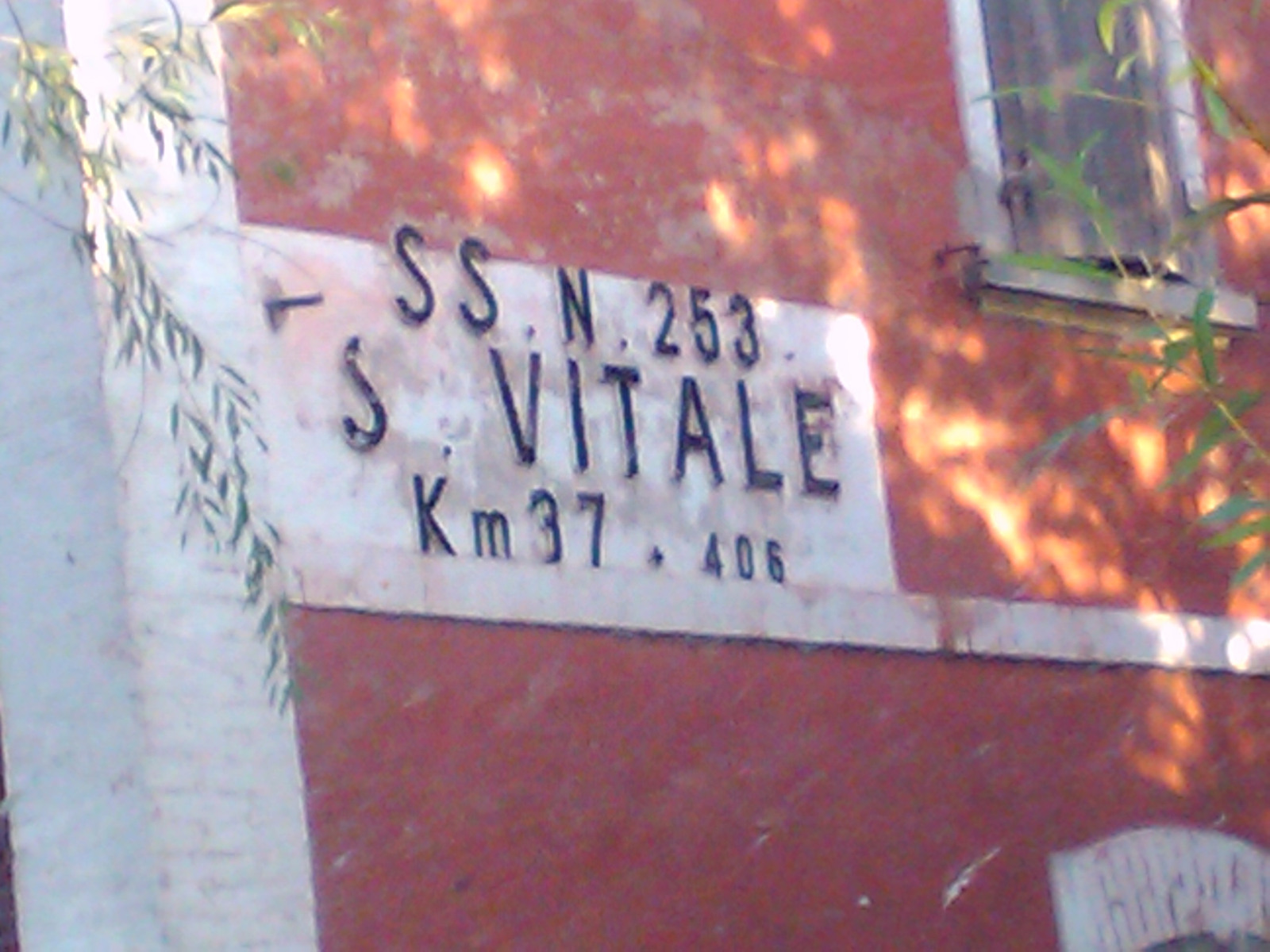
Casa cantoniera posta al km 37,406, circa a metà percorso, nel comune di Imola.

La strada fu istituita come collegamento tra Bologna e Ravenna. Le due città hanno in comune il fatto di avere entrambe una basilica intitolata a San Vitale.

Inizia appunto nel capoluogo regionale presso Piazza di Porta Ravegnana e, su un tracciato pianeggiante e scorrevole, si dirige verso nord-est attraversando i centri di Castenaso e di Medicina, parte del territorio comunale di Castel Guelfo di Bologna ed entra nel Ravennate. Qui attraversa Massa Lombarda, Sant'Agata sul Santerno, Lugo e Bagnacavallo; dopo aver intersecato l'autostrada A14 e la strada statale 16 Adriatica, arriva, in pochi chilometri, a Ravenna.

## Storia
La nascita della "San Vitale" avviene nel XX secolo inoltrato. In passato, più che una singola infrastruttura, questa era un itinerario, risultante dal collegamento di molte strade comunali e vicinali. L'unione sotto la stessa denominazione delle tratte preesistenti si è avuta negli anni 1930, quando la strada venne asfaltata per la prima volta.
Per esempio, riguardo all'attraversamento della Provincia di Ravenna, ancora all'inizio del XX secolo solo il tratto da Bagnacavallo a Ravenna era già strada provinciale. La strada, che partiva da Bagnacavallo in direzione est, attraversa il fiume Lamone e, dopo aver attraversato Cortina, si congiungeva alla strada Ravegnana (Faenza-Ravenna), era denominata “strada provinciale di Cortina”. Invece il tratto da Bagnacavallo al confine con la Provincia di Bologna era costituito da strade comunali . Ad esempio, il tratto da Lugo ad ovest fino al confine di provincia era denominato “Strada lughese”.

Una situazione simile si verificava in Provincia di Bologna: esisteva una strada da Sesto Imolese a Medicina, ma non si chiamava “San Vitale”, bensì “via di Sesto”. Negli anni sessanta del XIX secolo si ha menzione di una “via di San Vitale” (non ancora strada provinciale) che, uscendo dall'omonima Porta di Bologna, raggiungeva Castenaso e proseguiva ad est fino al torrente Idice. Invece il tratto successivo prendeva il nome di “via di Medicina” fino al confine con l'imolese.
Nel XX secolo inoltrato la strada riceve la denominazione attuale e compare nell'elenco delle strade provinciali. Nel 1959 ottiene anche la qualifica di strada statale. La «Strada statale “San Vitale”» (n. 253) nasce ufficialmente l'anno dopo.
Negli anni successivi furono realizzate quattro varianti: 
- Comune di Castenaso: per aggirare il centro abitato
- Comune di Imola: per aggirare la frazione Sesto Imolese
- Comune di Lugo: per aggirare il centro abitato
- Comuni di Russi e Ravenna: per aggirare le frazioni di Godo e San Michele (aperta nel settembre 1962)[8].

In seguito al decreto legislativo n. 112 del 1998, dal 2001 la gestione è passata dall'ANAS alla Regione Emilia-Romagna, che ha provveduto al trasferimento dell'infrastruttura al demanio della Provincia di Bologna e della Provincia di Ravenna per le tratte territorialmente competenti.
La San Vitale viene riclassificata come strada provinciale, pur conservando il numero d'ordine 253.
Nel 2021, nell'ambito del piano "Rientro strade", tornò ad essere classificata come strada statale e gestita dall'ANAS dal km. 5,7 al km 23 e dal km. 24,5 al km 27.